# Sopuerta

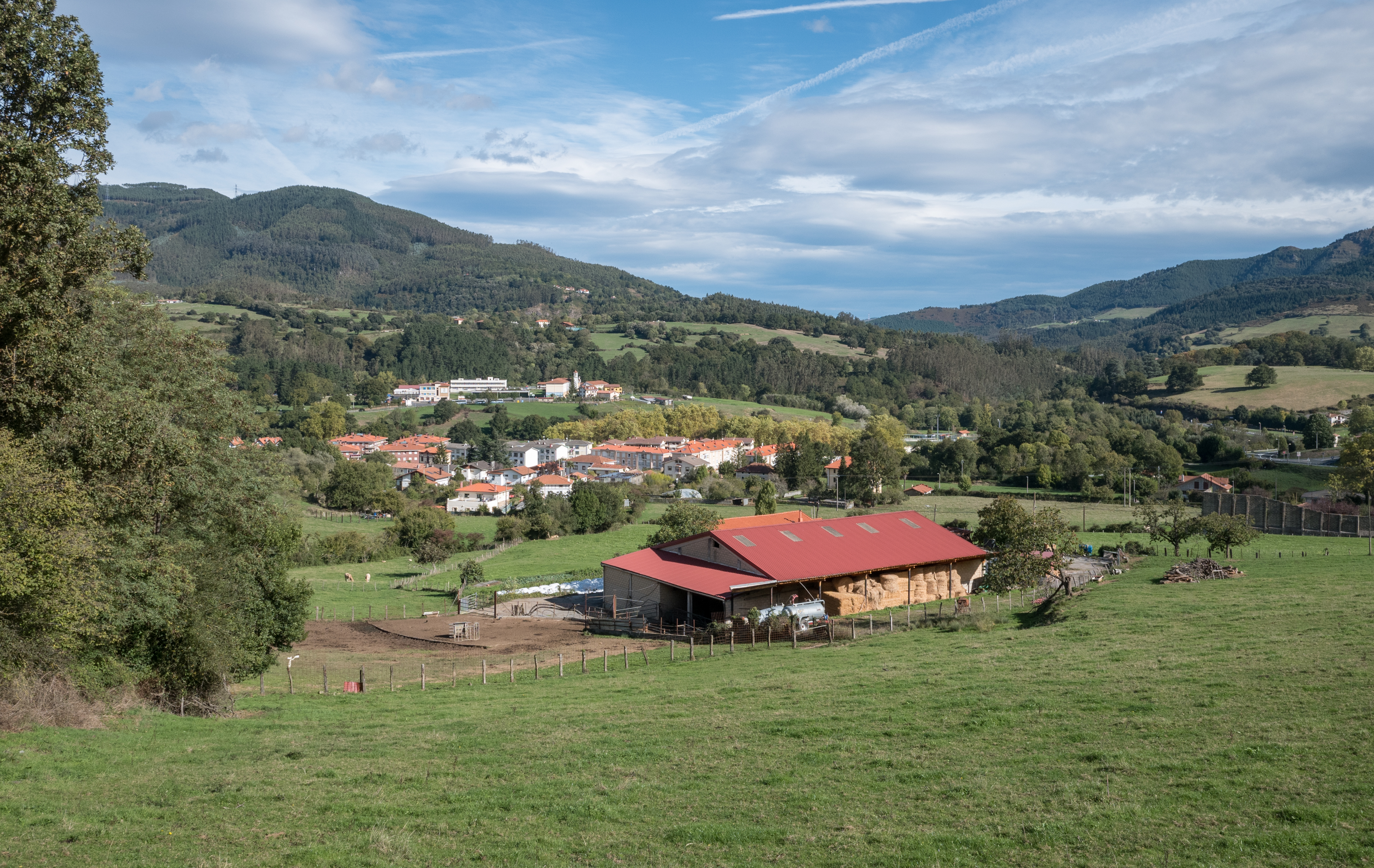
Vista de Sopuerta

Sopuerta es un municipio español de la provincia de Vizcaya, en la comunidad autónoma del País Vasco. Su nombre en euskera, Garape, fue propuesto por la Real Academia de la Lengua Vasca a partir de la traducción literal de «bajo el puerto», refiriéndose al puerto de Las Muñecas.
En su término municipal está el barrio de Avellaneda, sede foral de la Casa de Juntas de las Encartaciones de Vizcaya o Museo de las Encartaciones, donde se reunían los junteros de esta comarca. El conjunto monumental de la Casa de Juntas es del siglo XIV, reformado en el siglo XX, en el que se encuentra el Museo de Las Encartaciones.
Una de sus instituciones más populares es el Sopuerta Sport Club, fundado en 1922 y que se dedica a la práctica del fútbol en los campeonatos de aficionados de la Federación Vizcaína de Fútbol.

## Geografía
El terreno es accidentado formado por un valle central bañado por el río Mercadillo o Mayor en el que vierten sus aguas los arroyos Marrón, Tremoral y Valdebeci. Dicho valle se encuentra rodeado de montañas de escasa altitud, destacando entre estas: Alén (805 m), Lagarbea (71 9m), Mello (626 m) y Longuitas (593 m). Predominan los robles, pinos y castaños.

## Historia
Hacia mediados del siglo XIX, el lugar, ya por entonces con ayuntamiento propio, tenía contabilizada una población de 1500 habitantes. Aparece descrito en el decimocuarto volumen del Diccionario geográfico-estadístico-histórico de España y sus posesiones de Ultramar de Pascual Madoz con las siguientes palabras:

SOPUERTA: concejo con ayunt. en las Encartaciones de Vizcaya, prov. de este nombre (á Bilbao 5 leg.), part. jud. de Valmaseda (1), aud. terr. de Búrgos (23), c. g. de las Provincias Vascongadas (á Vitoria 15), diócesis de Santander (12): tiene voto en las juntas generales de Guernica, si bien fue el último pueblo que volvió á incorporarse al señorio, despues de haberse separado de él. Ocupa un valle bastante abierto, regado por 2 riach. y algunos arroyos que descienden de los vecinos montes que le cercan; disfruta de clima templado, aunque muy húmedo en invierno; le combaten los vientos de N., S. y O., y se padecen enfermedades inflamatorias y reumatismos. Está muy poblado de buenos cas. agrupados en barriadas, de las que son las principales la de La Balua, que comprende en su térm. otras mas pequeñas como las Muñecas, Hubéconi, Llano, Gerralta, Los Cuetos, San Cristóbal, El Castaño, La Linde, El valle, El Pendiz y Rio-negro: la de Mercadillo compuesta de las de los Cotarros, Capetillo, La Sota, Las Ribas, La Tajada, Los Acebales, Arce (cuya mitad pertenece á Galdames), Llantadas, El Crucifijo, Sta. Gadea, Alcedo y los Llanos; la de Las Barrietas, que comprende La Barrieta de Arriba y la de Abajo; la de Carral, que abraza á San Martin, Vidaparte, Puerta, Amez, Garay, El Puente y Llarena; las de Avellaneda y Beci, que se componen de la Cabañuela, El Duredo, La Quintana, Cañedo, Peñuecos y La Llana; cuyas barriadas reunen un total de cerca de 300 casas: sin embargo no la hay de ayunt., y este celebra sus sesiones en la escuela ó en el pórtico de la igl. de Carral, á usanza ant., y segun llamaban, en cruz parada. A la escuela concurren sobre 80 niños, y está dotada con 200 ducados que se pagan con los propios y arbitrios y otros pequeños emolumentos. Hay 6 parroquias: la principal, titulada San Martin de Carral, fue reedificada en 1730; es de una nave y bastante buena: no inferior á esta es la de Ntra. Sra. de Mercadillo, cuyos feligreses se desmembraron de la anterior hácia el año 1520: las otras tienen la advocacion de San Pedro, en La Balua, construida por los años 1500; Sta. Cruz, en Las Barrietas, fundada por sus feligreses que se apartaron de la principal hácia el año 1530; San Emeterio y San Celedonio, en Beci, edificada ya en 1416; y San Bartolomé, en Avellaneda, separada de la principal por los años 1540: estas parr. se hallan servidas por 8 beneficiados patrimoniales, nombrados en concurso por el diocesano. Tambien hay una ermita dedicada á Sta. Lucía, en Las Barrietas, otra á San Antonio de Pádua y Sta. Ana en La Balua, y otra á San Roque en Carral; cuyas festividades, como las de los santos patronos de las parr., se celebran con romerias de escasa concurrencia. El térm. del concejo se estiende 2 leg. de N. á S. y 1 1/2 de E. á O.; y confina N. Otanez (part. jud. de Castro-Urdiales); E. Galdames; S. Zalla y Valmaseda, y O. Arcentales: le cruza en toda su long. la carretera de Búrgos á Castro-Urdiales. Los montes que le circundan estan poblados de robles, castaños y bortos, aunque no es el punto donde mas prospera el montazgo: hay en ellos canteras de piedra caliza y arenisca de muy buena calidad, como lo demuestran las hermosas casas del conc. y especialmente las del barrio de Carral. En las montañas de Alen y Gándara creen algunos que existen minas de cobre y alcohol, pero hasta ahora no han sido esplotadas por manos inteligentes. El terreno es ingrato por lo general; mas gracias al cultivo y mucho abono va mejorando su calidad: le cruzan y fertilizan los mencionados riach. y arroyos que tienen tres puentes de piedra; caminos: ademas de la carretera de que se hizo mérito empalman con la misma en el barrio de La Balua y punto denominado los Cuetos, la nueva de Somorrostro que arranca desde Bilbao. El correo se recibe de Valmaseda, por baligero, tres veces á la semana. prod.: chacoli, maiz, poco trigo, algunas frutas, legumbres y hortalizas: cria principalmente de ganado vacuno; caza de liebres, zorros, gatos monteses, jabalíes, perdices, becadas y agachadizas, pesca de truchas, anguilas y lobinas. ind.: una ferreria util y otra abandonada, 11 molinos harineros, uno de ellos arruinado, y una aceña. pobl. oficial: 206 vecinos, 1,063 alm.: segun datos particulares: 300 vec., 1,500 alm. riqueza territorial: 20,827 rs., 27 mrs. contr. (V. Vizcaya Intendencia). El presupuesto municipal asciende á unos 22,000 rs. que se cubren con los arbitrios y reparto vecinal.—En el barrio de Avellaneda está la casa de juntas, cárcel y archivo de las Encartaciones, y era la residencia del antiguo teniente corregidor del distrito. Es patria de Mauricio de Alcedo, doctor en cánones, pronotario y juez apostólico, y abogado de los reales concejos: publicó varias obras á principios del siglo XVII
(Madoz, 1849, pp. 446-447)

Desde finales del siglo XIX y a lo largo de buena parte del siglo XX Sopuerta conoció un importante desarrollo de la minería. Se construyeron ferrocarriles mineros, se instalaron numerosos tranvías aéreos, planos inclinados, lavaderos de mineral... y surgieron auténticos barrios mineros en zonas hasta entonces escasamente habitadas. Paralizadas las labores y cerradas las minas son numerosos los restos de esta actividad que aún hoy subsisten medio escondidos en parajes que el hombre ha vuelto a abandonar para ser reconquistados por la naturaleza y el silencio.
Uno de esos espacios se sitúa en las faldas del monte Alén y está constituido por los barrios de Olabarrieta de Abajo y Arriba, el Sel y Alén. Esta zona llegó a contar a principios del siglo XX con casi un millar de habitantes. Sólo el barrio de Alén tenía una población de 565 habitantes en 1900. Los vecinos contaban con panadería, despacho de carnes, cooperativa, varias cantinas, botiquín de farmacia, frontón... Hubo además escuelas, cuartel de la fuerza pública y servicios religiosos en la Ermita de San Luis.

## Demografía
Sopuerta cuenta con una población de 2765 habitantes (INE 2024).
| Gráfica de evolución demográfica de Sopuerta entre 1842 y 2021                                                      |
| |
| Población de derecho según los censos de población del INE Población de hecho según los censos de población del INE |

## Administración y política

### Gobierno municipal
| Periodo   | Nombre                            | Partido | Partido                                                      |
| --------- | --------------------------------- | ------- | ------------------------------------------------------------ |
| 1979-1987 | Emilio Reina Laiseca              |         | Agrupación Electoral Independiente (AEI)                     |
| 1987-1991 | Manuel Umaran de la Hera          |         | Euzko Alderdi Jeltzalea-Partido Nacionalista Vasco (EAJ-PNV) |
| 1991-1999 | José Jaime Villanueva Landaburu   |         | Eusko Alkartasuna (EA)                                       |
| 1999-1999 | Emilio Reina Laiseca              |         | Agrupación Electoral Independiente (AEI)                     |
| 1999-2001 | Aitor Martínez de Lejarza Azcueta |         | Eusko Alkartasuna (EA)                                       |
| 2001-2003 | Juan Madrazo Rodríguez            |         | Eusko Alkartasuna (EA)                                       |
| 2003-2011 | Emilio Reina Laiseca              |         | Agrupación Electoral Independiente (AEI)                     |
| 2011-2015 | José Antonio Llaguno Hurtado      |         | Euskal Herria Bildu (EH Bildu)                               |
| 2015-2019 | Emilio Reina Laiseca              |         | Agrupación Electoral Independiente (AEI)                     |
| 2019-2020 | Iranzu Ibarrondo Abad             |         | Euzko Alderdi Jeltzalea-Partido Nacionalista Vasco (EAJ-PNV) |
| 2020-2023 | Unai Antón Castelao               |         | Euzko Alderdi Jeltzalea-Partido Nacionalista Vasco (EAJ-PNV) |
| 2023-act. | Félix Agustín Cuadrado Torre      |         | Euskal Herria Bildu (EH Bildu)                               |

| Partido político                                              | 2015  | 2015       | 2011  | 2011       | 2007  | 2007       | 2003        | 2003        | 1999  | 1999       | 1995  | 1995       | 1991  | 1991       |
| Partido político                                              | %     | Concejales | %     | Concejales | %     | Concejales | %           | Concejales  | %     | Concejales | %     | Concejales | %     | Concejales |
| Agrupación Electoral Independiente (AEI)                      | 38,56 | 5          | 26,83 | 3          | 39,35 | 5          | 43,01       | 6           | 39,85 | 5          | 34,79 | 4          | 39,46 | 5          |
| Euskal Herria Bildu (EH Bildu)-Bildu                          | 33,86 | 4          | 44,71 | 6          | —     | —          | —           | —           | —     | —          | —     | —          | —     | —          |
| Euzko Alderdi Jeltzalea-Partido Nacionalista Vasco (EAJ-PNV)  | 19,22 | 2          | 20,63 | 2          | 16,35 | 2          | 19,08       | 2           | 19,08 | 2          | 21,46 | 3          | 22,34 | 2          |
| Partido Socialista de Euskadi-Euskadiko Ezkerra (PSE-EE PSOE) | 2,61  | 0          | 2,48  | 0          | 3,01  | 0          | 2,61        | 0           | 3,47  | 0          | 6,05  | 0          | 3,03  | 0          |
| Partido Popular del País Vasco (PP)                           | 2,48  | 0          | 1,37  | 0          | 0,99  | 0          | 1,37        | 0           | 2,33  | 0          | —     | —          | —     | —          |
| Ezker Batua-Berdeak (EB-B)                                    | —     | —          | 1,11  | 0          | 1,19  | 0          | 6,01        | 0           | —     | —          | 5,01  | 0          | 0,46  | 0          |
| Aralar                                                        | —     | —          | 1,04  | 0          | —     | —          | —           | —           | —     | —          | —     | —          | —     | —          |
| Eusko Alkartasuna (EA)                                        | —     | —          | —     | —          | 38,17 | 4          | 26,99       | 3           | 20,11 | 3          | 23,47 | 3          | 26,17 | 3          |
| Euskal Herritarrok (EH)-Herri Batasuna (HB)                   | —     | —          | —     | —          | —     | —          | Ilegalizado | Ilegalizado | 12,61 | 1          | 7,09  | 1          | 7,73  | 1          |

### Organización territorial
- Amez
- Mercadillo: concejo, 86 m s. n. m. , capital del municipio.
- Alen: barrio a 8,2 km del centro, 551 m s. n. m.
- Arenao: barrio a 3.2 km del centro, 100 m s. n. m. Deriva de Aranao (entrada al valle) Aran-aho

- Avellaneda (Urrezti): barrio a 3.3 km del centro, 250 m s. n. m.

- Las Barrietas: barrio a 4.3 km del centro, 156 m s. n. m. Antiguamente se llamaba Olabarrieta y eran dos: Olabarrieta Bekoa y Olabarrieta Goikoa

- Beci: barrio a 5.2 km del centro, 300 m s. n. m.
- El Castaño: barrio a 3.1 km del centro, 200 m s. n. m.
- Jarralta: barrio a 4.0 km del centro, 220 m s. n. m.
- Las Muñecas: barrio a 4.4 km del centro, 300 m s. n. m.
- Las Rivas: barrio a 2.3 km del centro, 112 m s. n. m.

- La Baluga: barrio a 1.7 km del centro, 100 m s. n. m. Baluga es una deformación de Boluaga (lugar del molino)

- San Martín de Carral: barrio a 1.5 km del centro, 107 m s. n. m.

## Parroquias
- San Bartolomé Apóstol, en Avellaneda
- San Cosme y San Damián, en Beci
- Santa María de la Asunción, en Mercadillo
- San Pedro, en La Baluga
- San Martín, en San Martín de Carral